# Vinninghen
Vinninghen of Vinningen was een dorp en ambachtsheerlijkheid in de Nederlandse provincie Zeeland. Het dorp is in de middeleeuwen gesticht maar ging in de 17e eeuw op in het naastgelegen Hoedekenskerke.

## Geschiedenis
Het dorp Vinninghen is gesticht aan de noordzijde van de kreek Ee, waarschijnlijk in de 12e eeuw. De oudste vermelding dateert uit 1216: in een oorkonde van 5 februari bevestigde paus Innocentius III dat het Utrechtse kapittel van Sint-Pieter het patronaatsrecht bezat van de aan Maria gewijde kerk te Vinninghen.
De kerk van Vinninghen werd in 1390 opnieuw genoemd: paus Bonifatius IX zegde een aflaat toe aan eenieder die op de zondag vóór het geboortefeest van Johannes de Doper de kerk bezocht.
Vinninghen beschikte over een eigen schout en schepenen. Ook stond bij het dorp het kasteel van de heren van Vinningen, waarvan de ruïne tot in de 17e eeuw nog zichtbaar was.
De laatste pastoor van Vinninghen was Anthonis Corneliszoon, die in 1570 werd benoemd als opvolger van Johannes Lantmeter. Met de reformatie kwam de kerk in protestantse handen. De pastoor werd uit zijn functie gezet en ontving van de Staten van Zeeland een toelage, betaald uit de opbrengsten van de kerkelijke goederen.

### Het einde van Vinninghen
In de 13e eeuw was op de zuidoever van de Ee rond een kapel de nieuwe nederzetting Hoedekenskerke ontstaan. De Ee werd in fasen afgedamd en rond 1600 was de kreek geheel verdwenen. Vinninghen en Hoedekenskerke groeiden nu aan elkaar en kwamen in de 17e eeuw onder één bestuur te staan. Rond 1608 werd de kerk van Vinninghen afgebroken: waarschijnlijk was het te kostbaar om twee kerkgebouwen te onderhouden en is er gekozen voor de grotere kerk van Hoedekenskerke. Er werd nog wel een grafsteen uit 1561 verplaatst naar de kerk van Hoedekenskerke: op deze grafsteen is namelijk nadien de tekst toegevoegd dat de steen in 1608 was weggehaald uit de kerk van Vinninghen. Op de plek van de afgebroken dorpskerk is later een boerderij gebouwd met de naam 'Kerkhof Vinninge'.
Hoedekenskerke was inmiddels de belangrijkste woonkern geworden en overvleugelde Vinninghen, dat als dorp ophield te bestaan en waarvan de exacte locatie in de vergetelheid raakte.

## Locatie
Het was lange tijd onduidelijk waar het voormalige dorp heeft gelegen. Vanwege de aanname dat Vinninghen in de 16e eeuw zou zijn overstroomd, werd vooralsnog aangenomen dat het in de Westerschelde zou liggen.
In de 20e eeuw zijn echter bij de huidige Havenstraat skeletten aangetroffen die wijzen op een voormalig kerkhof. De eerste keer was vóór de Tweede Wereldoorlog, de tweede keer in 1994. In mei 2001 zijn bij heiwerkzaamheden op dezelfde locatie de funderingen van de 13e-eeuwse kerk van Vinninghen aangetroffen. Hierdoor kon de exacte locatie van het verdwenen dorp worden vastgesteld.
In 2002 en 2005 zijn ten westen van de verdwenen kerk ook nog eens enkele vondsten uit de 14e en 15e eeuw gedaan.

#### Verdronken dorp?
Lange tijd werd aangenomen dat Vinninghen een verdronken dorp was. De eerste die Vinninghen bestempelde als het slachtoffer van een stormvloed, was de 17e-eeuwse historicus Mattheus Smallegange. Het dorp zou buitendijks zijn komen te liggen en tijdens de Sint-Felixvloed van 1530 ten onder zijn gegaan. Het dorp werd dan ook beschouwd als een van de verdronken dorpen van Zeeland.
De kerk van Vinninghen echter was na de stormvloed van 1530 niet verdwenen maar nog gewoon in gebruik. Zo werd er in 1561 in de kerk begraven en kwam er in 1570 zelfs een nieuwe pastoor voor het dorp. De kerk is in 1608 afgebroken, maar dat was vanwege de keuze voor de kerk van Hoedekenskerke.
Met de vondst in 2001 van de fundamenten van de afgebroken kerk werd bevestigd dat het dorp Vinninghen niet in de Westerschelde was verdwenen, maar gewoon was opgegaan in Hoedekenskerke.